# Paralcyoniidae
Paralcyoniidae  Gray, 1869 è una famiglia di octocoralli dell'ordine Alcyonacea.

## Descrizione
La principale caratteristica della famiglia Paralcyoniidae è quella di avere l'intero poliparium completamente retrattile all'interno della base a forma di capsula.
La struttura è costituita tipicamente da un ramo centrale, fissato alla base da un peduncolo, dal quale si dipartono delle ramificazioni laterali che portano i polipi.
Questi coralli hanno una distribuzione cosmopolita e si trovano anche a grandi profondità. Hanno dimensioni molto variabili, da pochi centimetri fino a oltre 1,5 metri.

## Tassonomia
Uno studio sui coralli molli delle coste sudafricane pubblicato nel 2017 ha portato ad una parziale revisione della tassonomia del Sottordine di Octocoralli Alcyoniina. Sulla base di tale studio, fra le varie modifiche, è stato stabilito che il genere Dimorphophyton endemico della regione, precedentemente assegnato alle Alcyoniidae, venga spostato nelle Paralcyoniidae, dove è un taxon fratello di Studeriotes, Paralcyonium  e Ceeceenus, con i quali sembra formare un gruppo monofiletico.
Lo studio è stato recepito dal World Register of Marine Species (WORMS) e pertanto la nuova famiglia risulta composta dai seguenti generi:
- Carotalcyon Utinomi, 1952
- Ceeceenus van Ofwegen & Benayahu, 2006
- Dimorphophyton Williams, 2000
- Maasella Poche, 1914
- Nanalcyon Imahara, 2013
- Paralcyonium Milne Edwards & Haime, 1850
- Studeriotes Thomson & Simpson, 1909